# Meredith Monroe
Meredith Leigh Monroe (* 30. Dezember 1969 in Houston, Texas) ist eine US-amerikanische Schauspielerin.

## Leben
Meredith Monroe wurde im Dezember 1969 in Houston, Texas geboren und ist in Hinsdale, Illinois aufgewachsen. Sie begann ihre Schauspielkarriere nach der Highschool in Werbespots, unter anderem für L’Oréal  und Mentos. Ihre erste Rolle hatte sie 1997 in dem Film Norville and Trudy. Es folgte eine Gastrolle in Dangerous Minds, die sie dazu bewog, von New York nach Los Angeles zu ziehen. Daraufhin bekam sie verschiedene Gastrollen in diversen Serien, darunter 1998 in Sunset Beach, Die glorreichen Sieben, Players und 2008 in Californication.
Ihr Durchbruch kam aber erst mit der Rolle der Andie McPhee in Dawson’s Creek. Monroe war danach in einer Reihe von Filmen zu sehen, so 2000 und 2002 in der CBS-Filmreihe Beyond the Prairie. Weitere Projekte waren 2002 und 2003 die Filme New Best Friend, Minority Report und Manhood.
Nach ihrem Ausstieg bei Dawson’s Creek im Jahr 2000 spielte sie in diversen Serien, wie in Criminal Minds, Private Practice und The Mentalist mit.
Seit 1999 ist sie mit Steven Kavovit verheiratet.

## Filmografie (Auswahl)
- 1997: Ein Wink des Himmels (Promised Land, Fernsehserie, Folge 2x04)
- 1998–2003: Dawson’s Creek (Fernsehserie, 52 Folgen)
- 2002: Minority Report
- 2004: CSI: Miami (Fernsehserie, Folge 3x03)
- 2005: Vampires: The Turning
- 2005: Dr. House (House, Fernsehserie, Folge 1x12)
- 2005: Cold Case – Kein Opfer ist je vergessen (Cold Case, Fernsehserie, Folge 3x09)
- 2005–2013: Criminal Minds (Fernsehserie, 14 Folgen)
- 2006: CSI: Vegas (CSI: Crime Scene Investigation, Fernsehserie, Folge 7x05)
- 2007: Shark (Fernsehserie, Folge 2x07)
- 2007: Crossing Jordan – Pathologin mit Profil (Crossing Jordan, Fernsehserie, Folge 6x10)
- 2007: Bones – Die Knochenjägerin (Bones, Fernsehserie, Folge 2x14)
- 2008: Californication (Fernsehserie, Folge 2x05)
- 2008: Private Practice (Fernsehserie, Folge 2x09)
- 2009: The Mentalist (Fernsehserie, Folge 2x07)
- 2010: Psych (Fernsehserie, Folge 5x08)
- 2010: Navy CIS (NCIS, Fernsehserie, Folge 8x06)
- 2011: Hawaii Five-0 (Fernsehserie, Folge 2x05)
- 2011: Born Bad
- 2011, 2015: Hart of Dixie (Fernsehserie, 3 Folgen)
- 2012: CSI: NY (Fernsehserie, Folge 9x05)
- 2013: Drop Dead Diva (Fernsehserie, Folge 5x09)
- 2014: Navy CIS: L.A. (Fernsehserie, Folge 6x06)
- 2015: Castle (Fernsehserie, Folge 7x19 Eine Leiche vor Gericht)
- 2016: The Edge of Seventeen – Das Jahr der Entscheidung (The Edge of Seventeen)
- 2018–2020: Tote Mädchen lügen nicht (Fernsehserie, 10 Folgen)
- 2018: S.W.A.T (Fernsehserie, Folge 2x11)